# استرژشوویتسه
سترشوویتسه (به لاتین: Střešovice) یک منطقهٔ مسکونی در جمهوری چک است که در پراگه ۶ واقع شده‌است. سترشوویتسه ۱٫۵۵ کیلومتر مربع مساحت و ۶٬۸۳۳ نفر جمعیت دارد.

## نگارخانه

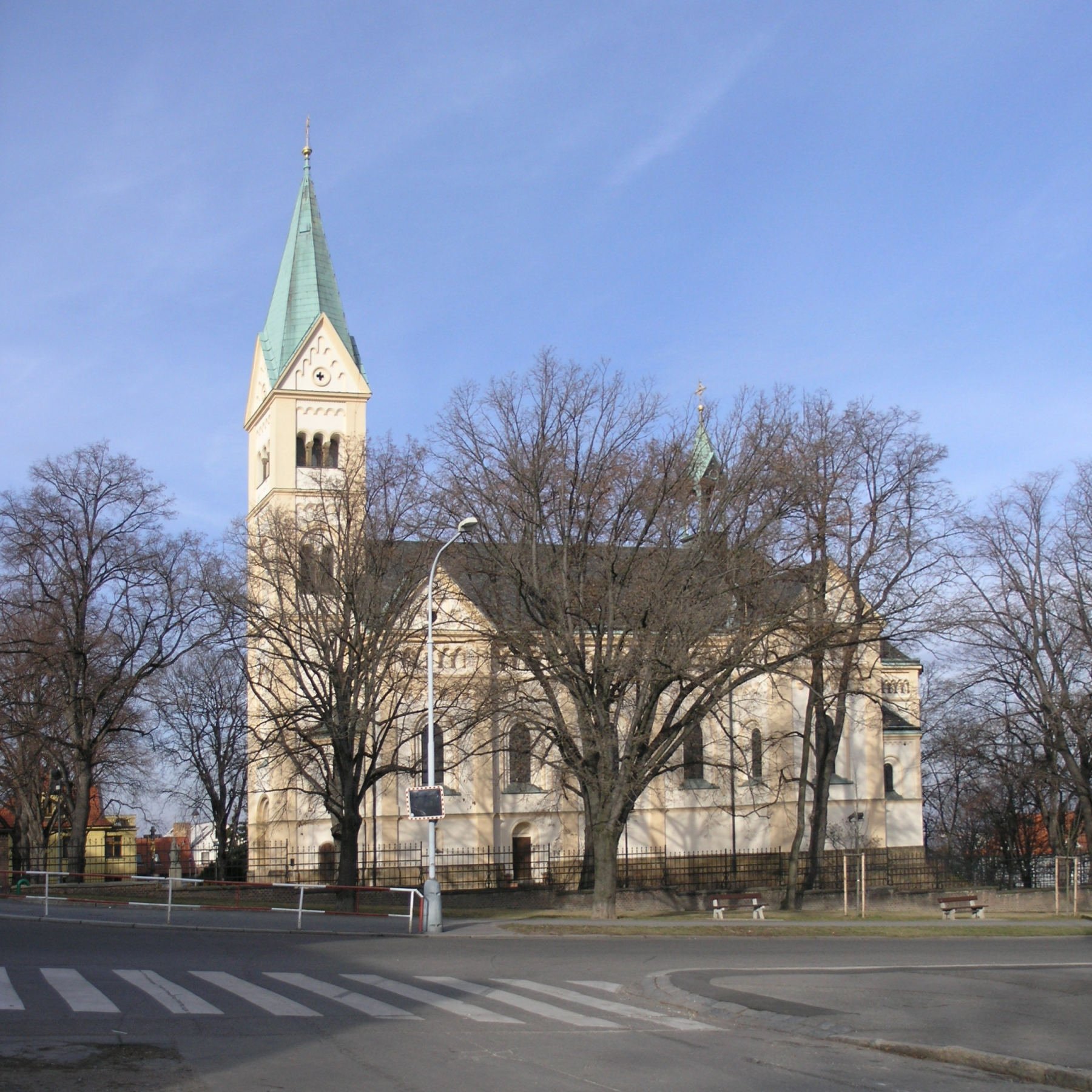
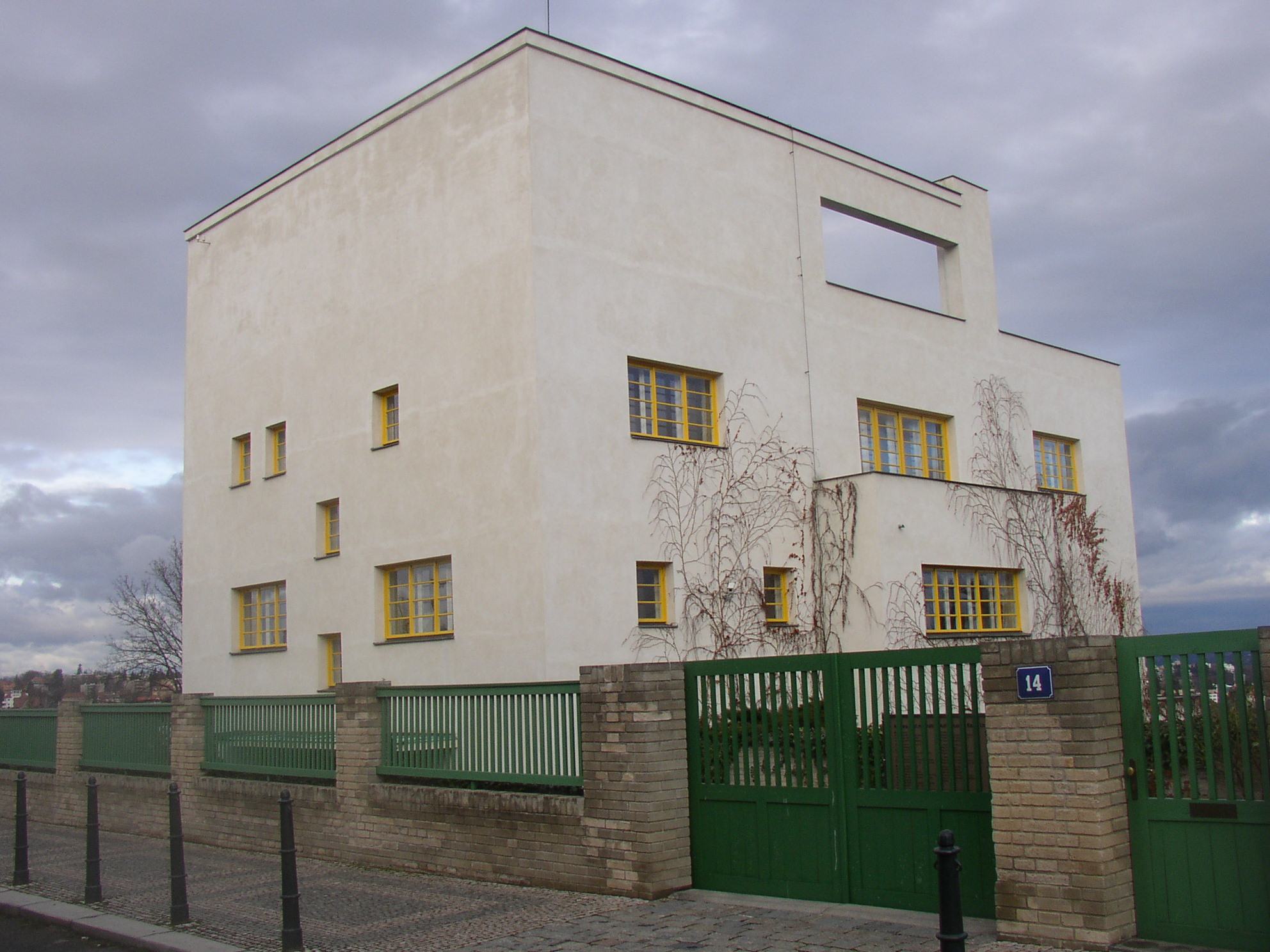
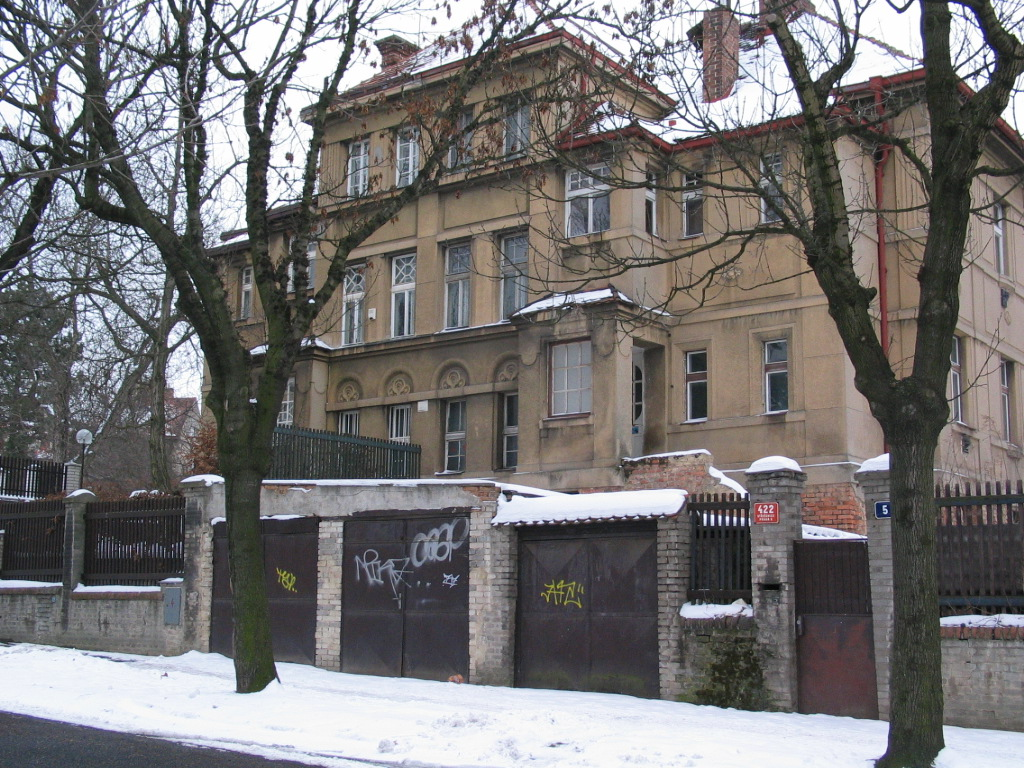
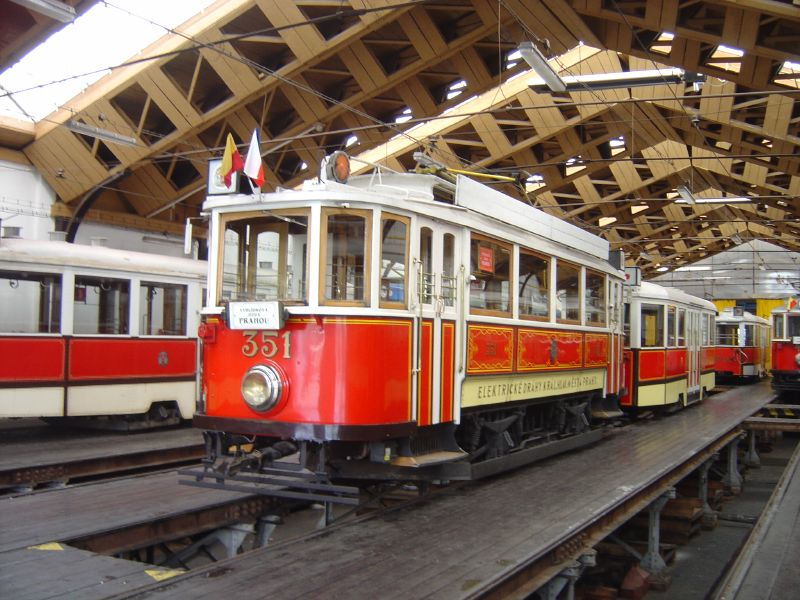